# احمد حسین‌زاده
احمد حسین‌زاده (ترکی آذربایجانی: Əhməd Hüseynzadə؛ ۱۸۱۲ – ۱۷ دسامبر ۱۸۸۷) سومین شیخ‌الاسلام قفقاز بود. او پدربزرگ علی بیگ حسین‌زاده نویسنده اهل جمهوری آذربایجان است.